# Ricardo Flores Magón, Campeche
Ricardo Flores Magón är en ort i Mexiko.   Den ligger i kommunen Calakmul och delstaten Campeche, i den östra delen av landet, 1 000 km öster om huvudstaden Mexico City. Ricardo Flores Magón ligger 122 meter över havet och antalet invånare är 270.
Terrängen runt Ricardo Flores Magón är platt. Runt Ricardo Flores Magón är det mycket glesbefolkat, med 2 invånare per kvadratkilometer. Närmaste större samhälle är Miguel Alemán, 12,6 km nordost om Ricardo Flores Magón. I omgivningarna runt Ricardo Flores Magón växer i huvudsak städsegrön lövskog.